# Filemon (tecknad serie)
Filemon (franska: Philémon) är en fransk tecknad albumserie samt namnet på dess titelperson. Den skapades 1966 av Fred, signatur för Frédéric Othon Théodore Aristidès. Totalt har sexton album publicerats på franska av denna serie, som är en fantasyserie med absurda inslag.

## Presentation

### Handling
Filemon är en yngling med livlig fantasi. Åtminstone tycker hans far det. Familjen bor på den franska landsbygden, och han tillbringar enligt fadern alldeles för mycket tid med att driva omkring med sin tamåsna Anatol (Anatole i det franska originalet) i den. Och så hittar på äventyr som han skulle varit med om, när inte fadern är i närheten, äventyr där det ena är mer osannolikt än det andra. Som det om hur han vill hjälpa brunnsgrävaren Bartolomeus (Bartholomé i original), som genom en brunn av misstag hamnat på en av bokstäverna (sic!) i Atlantiska oceanen På denna ö – det första A:et – har denne bland annat träffat på kentauren Fredag.

### Rollfigurer
Människor
- Filemon (franska: Philémon) – en bondpojke i nedre tonåren. Han råkar in i diverse resor bland de lika varierande som fantastiska öar som utgörs av bokstäverna i den Atlantiska oceanen (franska: OCÉAN ATLANTIQUE). Han är lång och har breda axlar. Han har ett avlångt ansikte och svart hår med en lång lugg. Han går alltid i en något för kort tröja som är blå-och-vitrandig på tvären. Dessutom har han svarta byxor och går alltid barfota[1]. Filemon har en mild och drömsk personlighet.

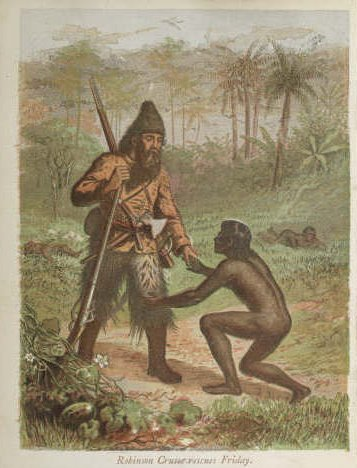
Filemon är delvis en parodisk hållen robinsonad, där Bartolomeus är en skeppsbruten som alltid längtar någon annanstans och Fredag en kentaur med egen vilja. Denna Robinson Kruse-illustration från 1868 visar upp den vit-man-möter-vilde-kliché som Fred vänder ut och in på.

- Bartolomeus (franska: Barthélémy) – en brunnsgrävare som en dag av misstag gräver sig genom en sorts dimensionsportal och hamnar på det första A:et. Han kommer att bo i ett vackert palats men längtar hem och skickar därför iväg flaskpost, i hopp att någon ska kunna rädda honom. Det dröjer 40 år innan Filemon hittar en av flaskorna (i brunnen därhemma), och han hjälper därefter Bartolomeus att återvända hem. Det dröjer dock inte länge innan Bartolomeus börjar längta tillbaka till sin ö; hans desperata läntan att få återvända till ön är orsaken till många av följande äventyren.
- Felicien (franska: Phélicien) – Filemons farbror, som ägnat sig åt studier i magi. Detta gör honom i stånd till att skicka ut Bartolomeus och Filemon på resor till de magiska öarna och hem igen. Man kan bara använda vart och ett färdsätt en enda gång; Feliciens metoder inkluderar en dragkedja gömd i marken och en magisk tunna med vatten. Det ständiga resandet orsakar störningar i verklighetsväven, vilket gör att Felicien råkar i klammeri med rättvisan på öarna.
- Hektor (franska: Hector) – Filemons far som vägrar tro på vad sonen berättar. Han vidmakthåller sin misstro mot de där fantasiöarna, till och med när han själv råkar hamna där (se Le voyage de l'incrédule, 'Den misstrognes resa').

Övriga
- Anatol (franska: Anatole) – Filemons åsna som älskar att äta tistlar.
- Fredag (franska: Vendredi) – en kentaur och Bartolomeus sällskap i sin Robinson Kruse-tillvaro.
- manu-manu – gigantiska händer som förflyttar sig som hästar.[b]

## Teman

### Albumens namn
De olika albumen har ofta titlar som antingen är ordlekar eller syftar på historiernas smått absurdistiska förlopp. Den första, Den skeppsbrutne på A, är en robinsonad komplett med en brunnsgrävande Robinson och den assisterande kentauren fredag. Andra albumet, Det vilda pianot, presenterar pianon som kan tämjas om man är en skicklig tjurfäktare. Den tredje, Le Château suspendu ("Det upphängda slottet"), är en annorlunda variant på sagor om flygande öar à la Laputa i Gullivers resor. I och på Konstaplarnas ö finns rättsskipare som har drag av kasperteatertraditionens polis. Titeln på L'Âne en atoll ("Åsnan på atollen") är på franska en ordlek, eftersom uttalet i princip är detsamma som l'âne Anatole (åsnan Anatol).

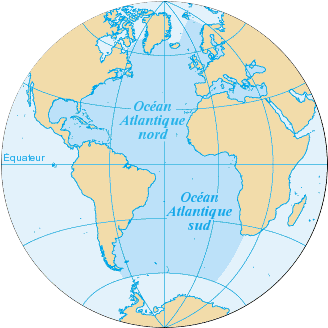
Serien utspelas till största delen på olika öar i Atlanten. Öarna består av de bokstäver som kan synas på en fransk karta av Atlanten – OCÉAN ATLANTIQUE.

### Stil
Serien leker friskt med inte bara kända kulturfenomen utan även med själva seriemediet. Det är mer regel än undantag att Filemon på sina resor bland Atlantens bokstäver irrar bort sig bland och bakom serierutorna, och mer än en gång har läsriktningen bytt ordning, till titelpersonens förtret. Detta metaberättande har serien gemensam med föregångare som Gyllenbom och Sams serie, och de ofta elegant upplagda seriesidorna har fått vissa att leta efter inspiration från den tidiga amerikanska serien Lille Nemo i Drömrike. Detta till trots sa Fred själv att han vid den tiden inte hade läst Winsor McCays serieklassiker.

## Utgivning
Serien har publicerats i 16 album hos förlaget Dargaud. Tre har kommit i svensk översättning på Coeckelberghs förlag. Le Diable du peintre publicerades till att börja med som följetong i serietidningen Charlie Mensuel. Alla övriga berättelser (utom det sista, utgivet februari 2013) har först tryckts i Pilote eller des syskonpublikationer (Super Pocket Pilote, Annuel Pilote eller Pilote & Charlie).

### Albumen
(albumnummer – tidningsår/albumår – fransk/svensk titel)
1. 1965/1978 – Avant la lettre, 1978 ('Före bokstaven'; tidningsföljetong som "Le Mystère de la clairière des trois hiboux", 'Mysteriet vid de tre ugglornas glänta')
2. 1968/1972 – Le Naufragé du « A »
- 1978 –  Filemon och den skeppsbrutne på "A". Filemon; 1. Coeckelberghs. ISBN 91-7250-521-4 (översättning: Pierre Zekeli) (svenska)

3. 1968/1973 – Le Piano sauvage
- 1979 –  Filemon och det vilda pianot. Filemon; 2. Coeckelberghs. ISBN 91-7250-551-6 (översättning: Sture Hegerfors) (svenska)

4. 1969/1973 – Le Château suspendu ('Det upphängda slottet')
5. 1969–70/1974 – Le Voyage de l'incrédule ('Den misstrognes resa')
6. 1970/1974 – Simbabbad de Batbad ('Batbads Simbabbad')
7. 1971/1975 – L'Île des brigadiers
- 1980 –  Filemon på konstaplarnas ö. Filemon; 3. Coeckelberghs international. ISBN 91-7640-104-9 (översättning: Yves Coeckelberghs/Sture Hegerfors) (svenska)

8. 1972–73/1975 – À l'heure du second « T » (Vid tiden för det andra T')
9. 1973–74/1976 – L'Arche du « A » ('Arken på A')
10. 1976/1977 – L'Âne en atoll ('Åsnan på atollen')
11. 1977/1977 – La mémémoire  ('Miminnet')
12. 1978/1978 – Le Chat à neuf queues ('Den niosvansade katten')
13. 1981/1981 – Le Secret de Félicien ('Feliciens hemlighet'; tidningsföljetong som "La Feuille qui devait passer l’hiver", 'Lövet som måste överleva vintern')
14. 1983/1983 – L'Enfer des épouvantails ('Fågelskrämmornas helvete')
15. 1985–86/1987 – Le Diable du peintre ('Målarens djävul', följetong först i Charlie Mensuel, )
16. -/2013 – Le Train où vont les choses ('Tåget som saker och ting åker till')

### Diverse korthistorier
(återtryckta som extrahistorier i diverse album)
- 1966 – "Par le petit bout de la lorgnette" ('Genom den lilla änden på teaterglasögonen', "Helt utan alla proportioner")
- 1968–70 – Åtta korta historier i Super Pocket Pilote nummer 2–9
- 1973 – "Cases tous risques" ('Riskfyllda rutor'; i Pilote Annuel)